# Nomia ferruginipes
Nomia ferruginipes là một loài Hymenoptera trong họ Halictidae. Loài này được Cockerell mô tả khoa học năm 1947.